# Galerie d'art moderne de Milan
Pour les articles homonymes, voir Galerie d'art moderne.
La Galerie d'art moderne de Milan (en italien : Galleria d'Arte Moderna, dit aussi GAM) est un musée d'art moderne dont les collections sont hébergées dans la Villa Reale situé au 16, via Palestro à Milan (Italie).

## Histoire

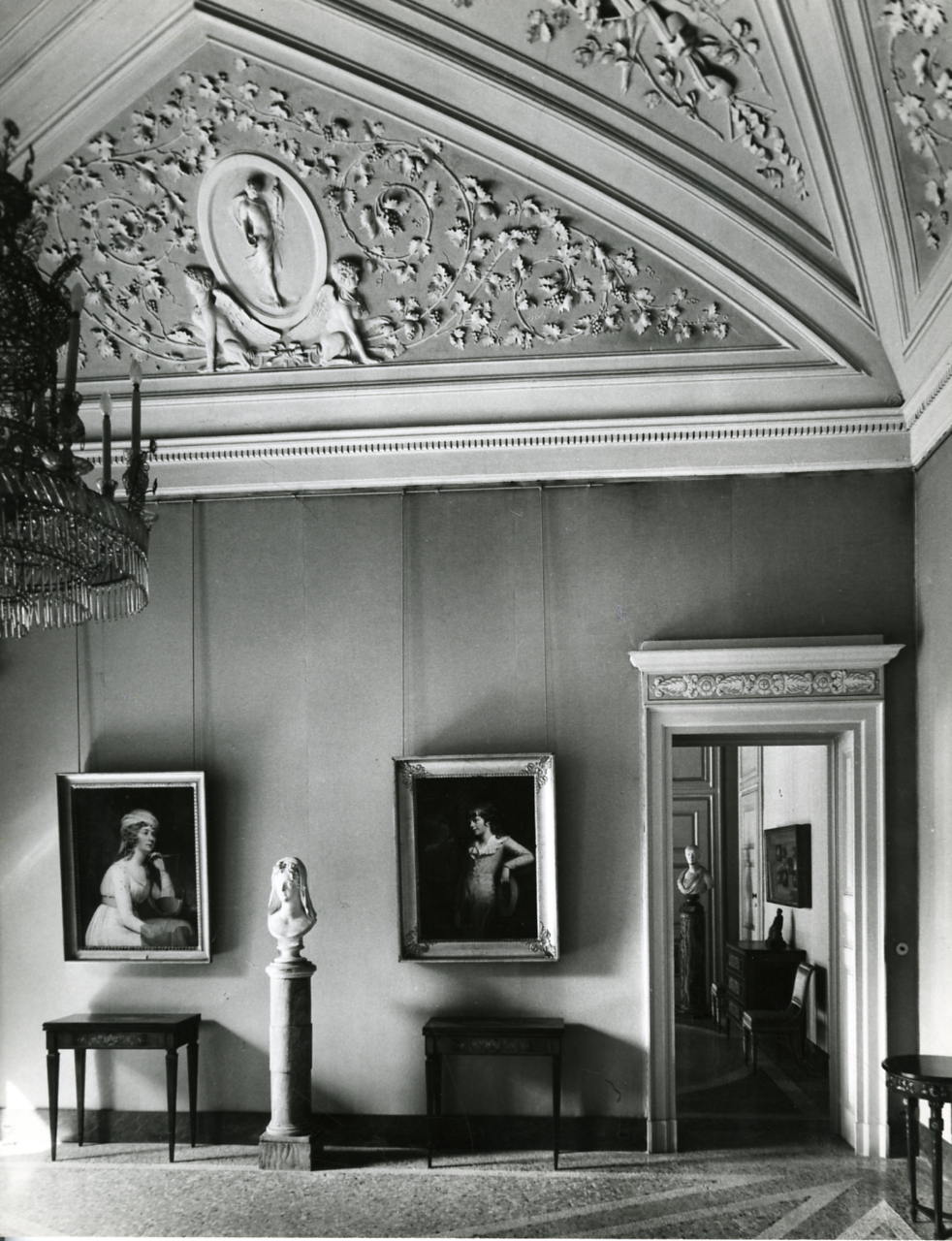
Photo par Paolo Monti, 1970 (Fondo Paolo Monti, BEIC).

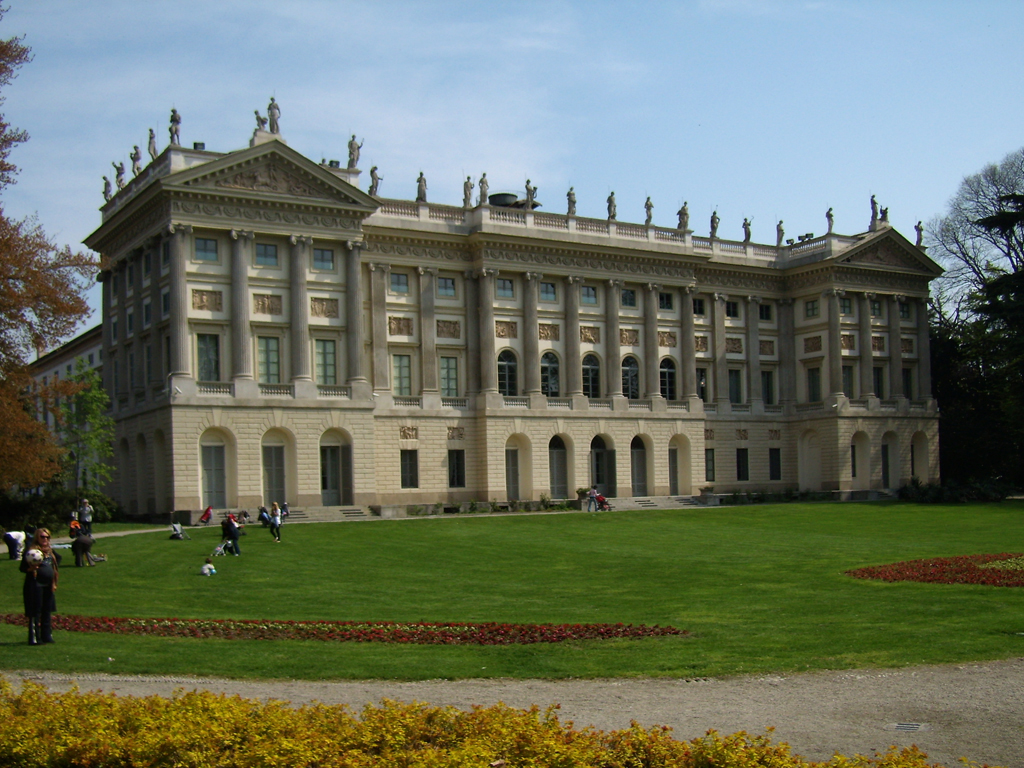
La Villa Reale de Milan

La Villa royale de Milan a été réalisée entre 1790 et 1796 en tant que résidence du comte Lodovico Barbiano di Belgiojoso (it) en style néoclassique milanais d'après les plans de l'architecte autrichien Leopoldo Pollack (it), collaborateur de Giuseppe Piermarini.
Peu de temps après l'achèvement de sa construction, la Villa devient la résidence officielle de Jean Murat, gouverneur militaire français de Milan, elle est le lieu de somptueux déjeuners et de soirées dansantes, elle est connue sous le nom de « Villa Bonaparte ». En 1806, après avoir accueilli les invités de marque tels que Camillo et Pauline Borghèse, et Letizia Ramolino, mère de l'empereur, la villa devint la résidence du couple vice-royal formé par Eugène de Beauharnais, le fils adoptif de Napoléon et la princesse Amélie de Bavière, qui embellissent le piano nobile.
En 1921, la villa a été transformée afin de conserver les collections milanaises d’art moderne.

## Artistes exposés
Vincent van Gogh, Francesco Filippini, Édouard Manet, Paul Gauguin, Paul Cézanne, Pablo Picasso, Amedeo Modigliani, Umberto Boccioni, Giuseppe Amisani, Francesco Hayez, Pompeo Marchesi, Andrea Appiani, Tranquillo Cremona, Giovanni Segantini, Federico Faruffini, Giuseppe Pellizza, Antonio Canova, Giannino Castiglioni, Daniele Ranzoni, Medardo Rosso, Gaetano Previati, Giovanni Fattori, Silvestro Lega, Giovanni Boldini, Giacomo Balla et autres protagonistes de l'Ottocento et du Novecento (XIXe et XXe siècles italiens) comme Libero Andreotti et Alberto Giacometti.

## Principales œuvres des collections

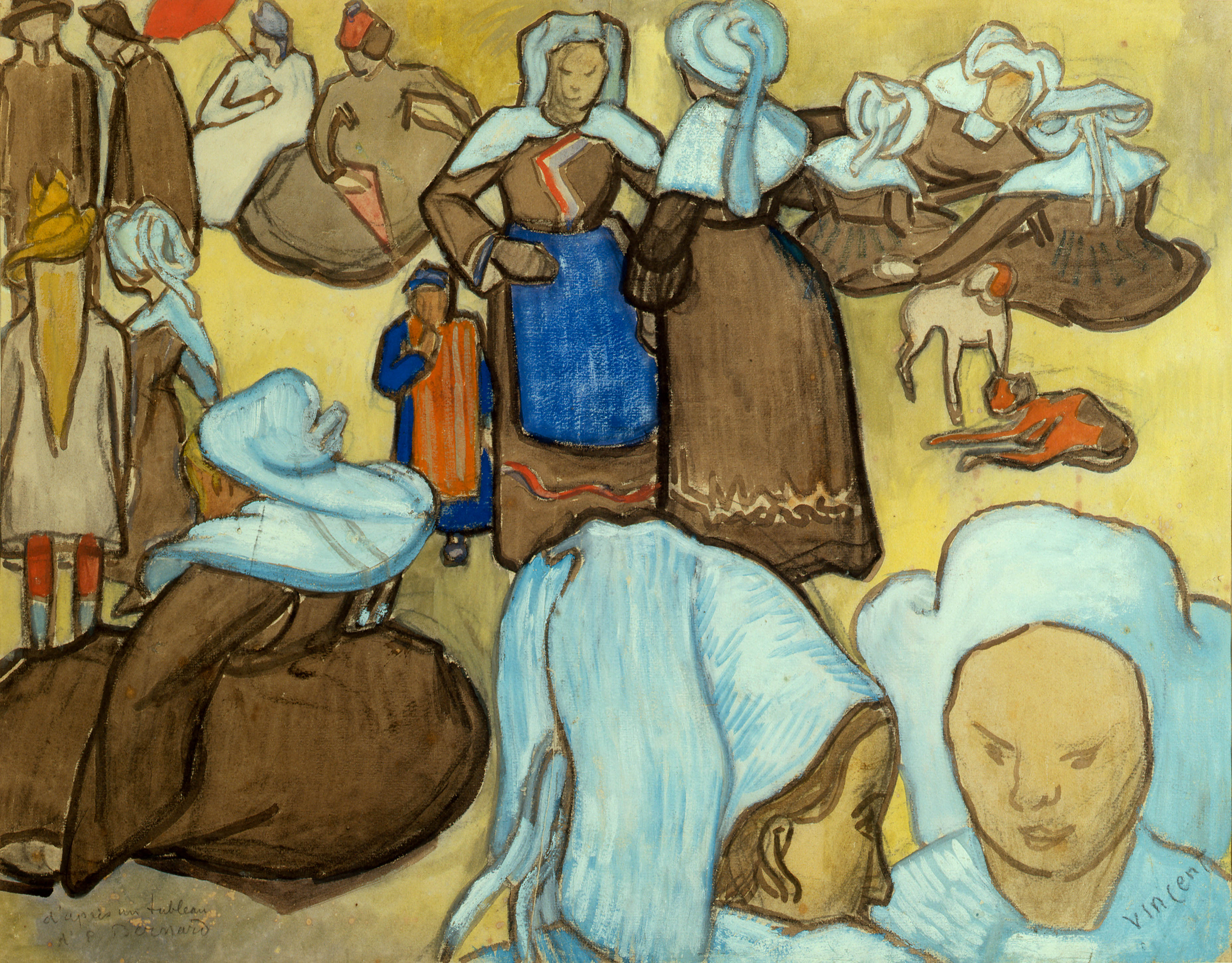
Femmes bretonnes, Vincent van Gogh, 1888.
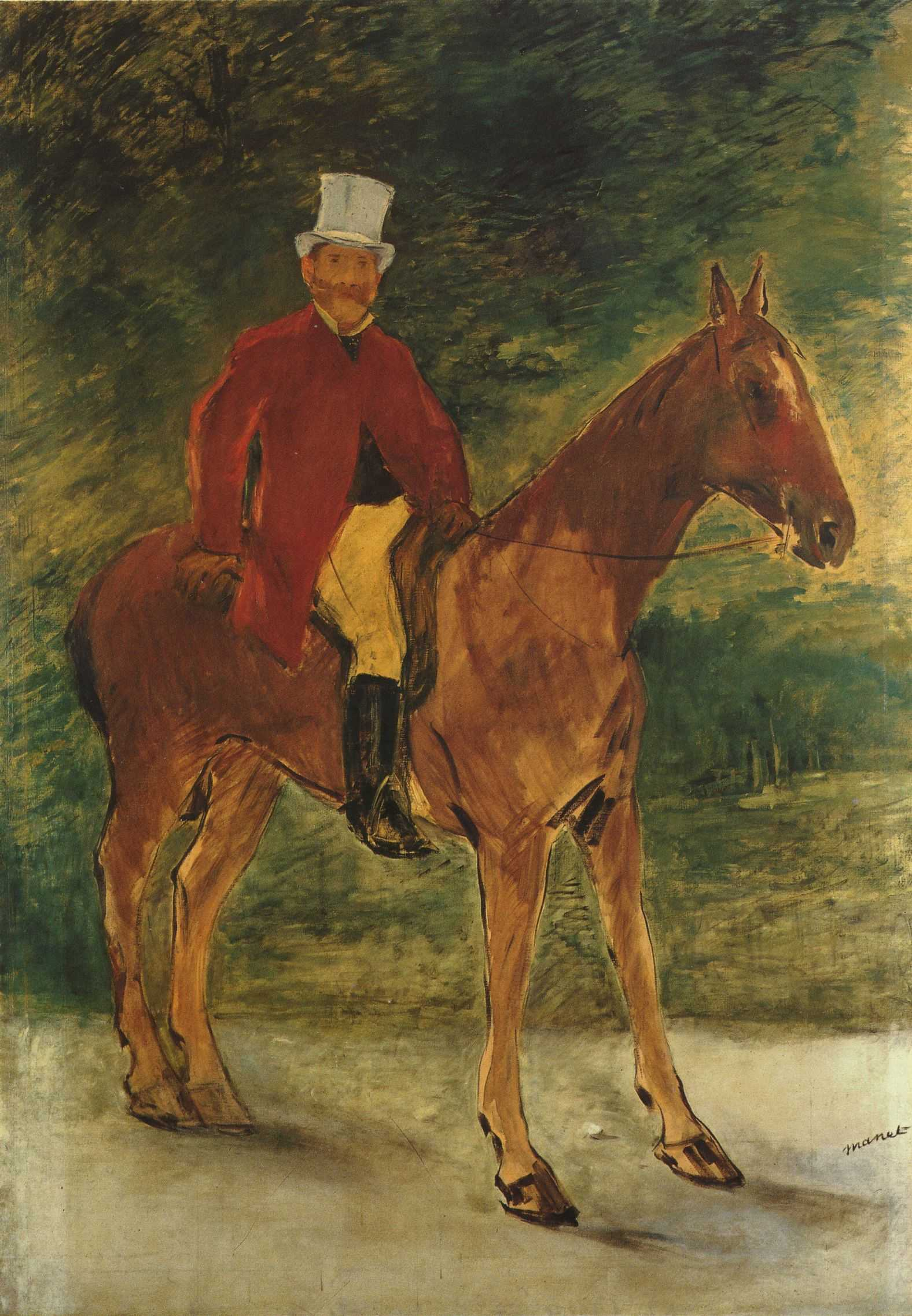
Monsieur Arnaud à cheval, Édouard Manet, 1875.
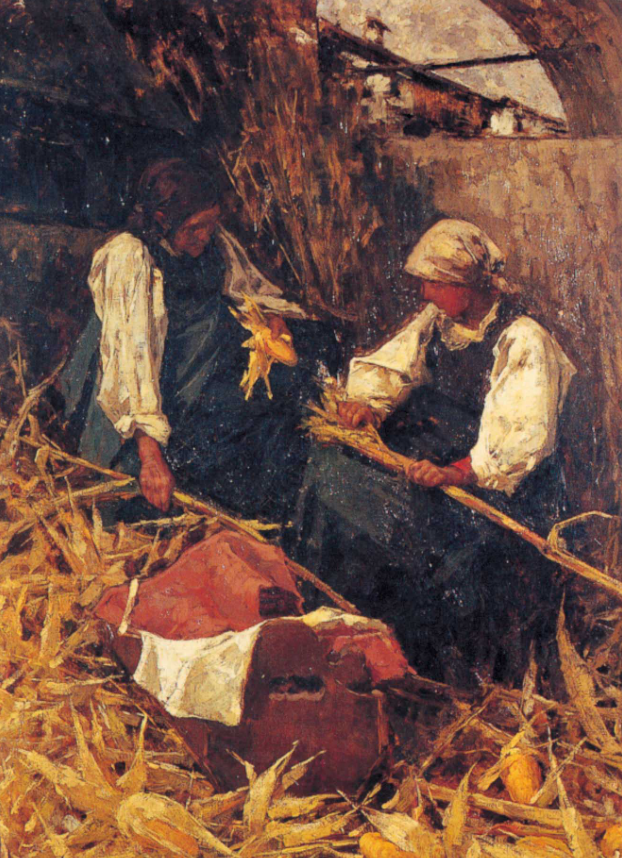
Filippini, Les Moissonneurs de maïs, 1887.
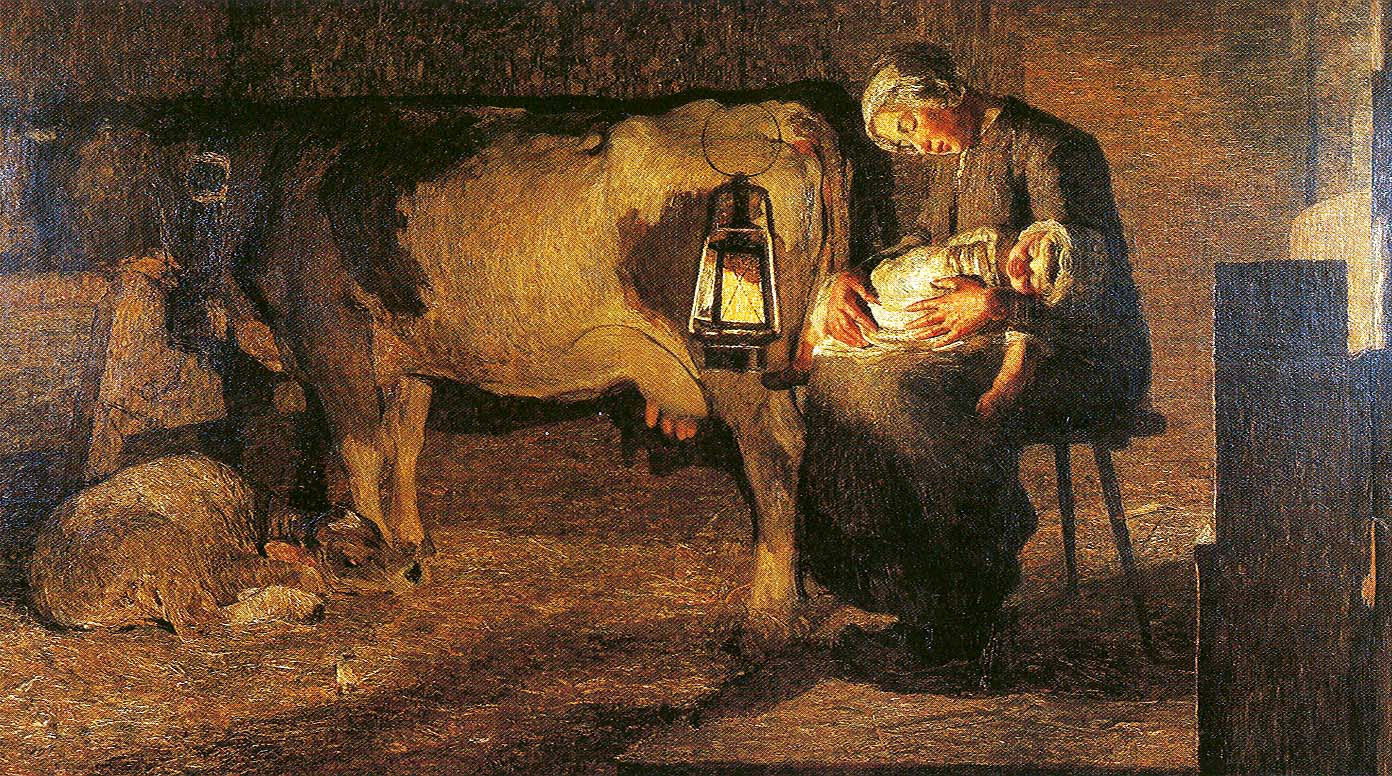
Deux Mères, Giovanni Segantini, 1889.
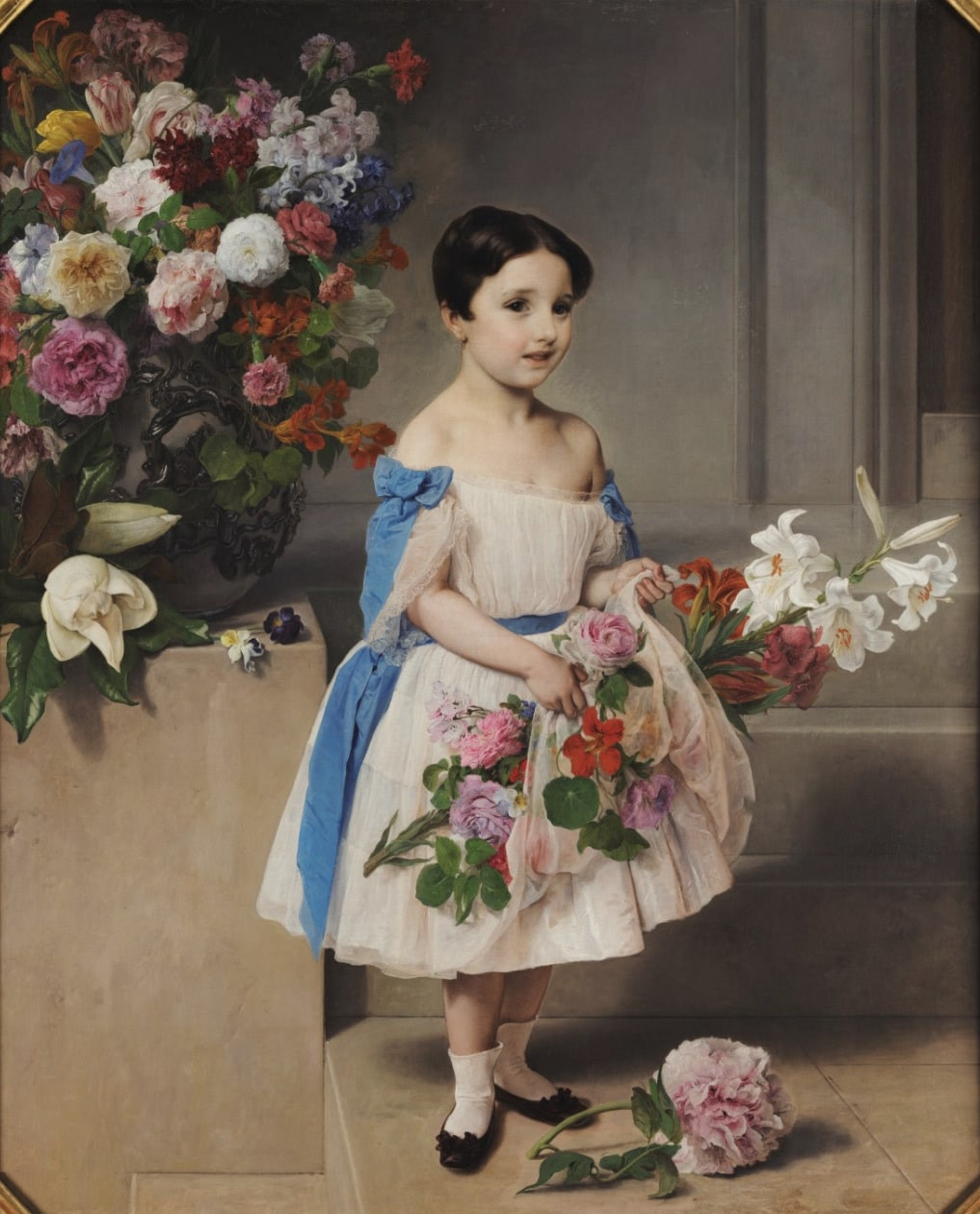
Portrait de la petite comtesse Antonietta Negroni Prati Morosini, Francesco Hayez, 1858.
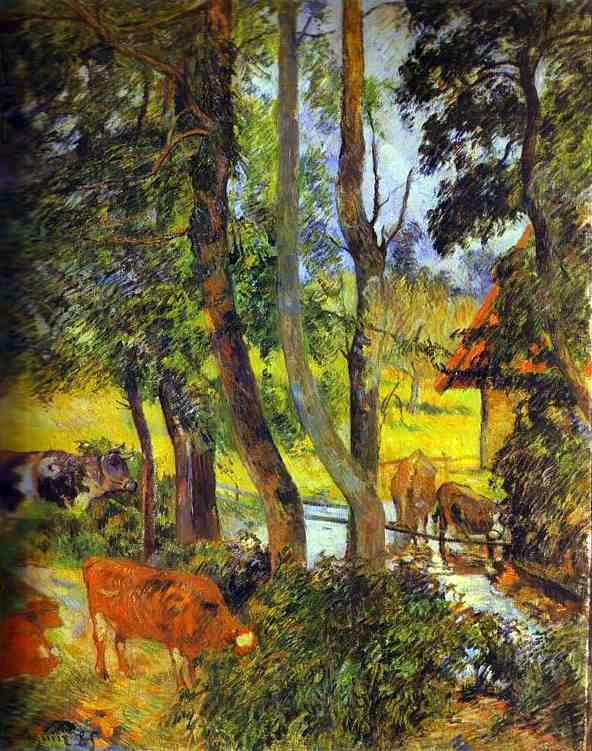
Bovins à l'abreuvoir, Paul Gauguin, 1885.
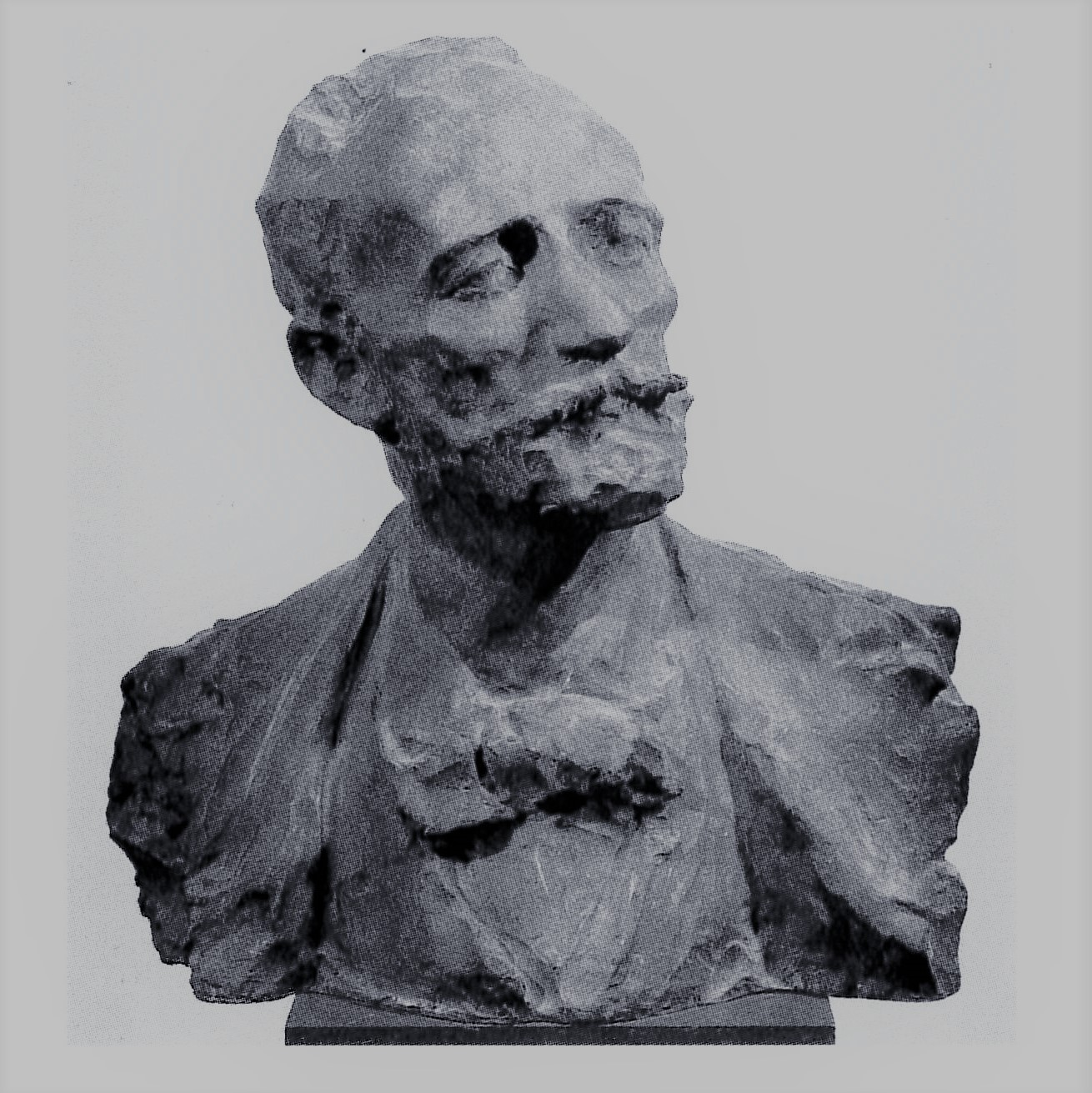
Buste de Francesco Filippini,  Paolo Troubetzkoy, 1895.
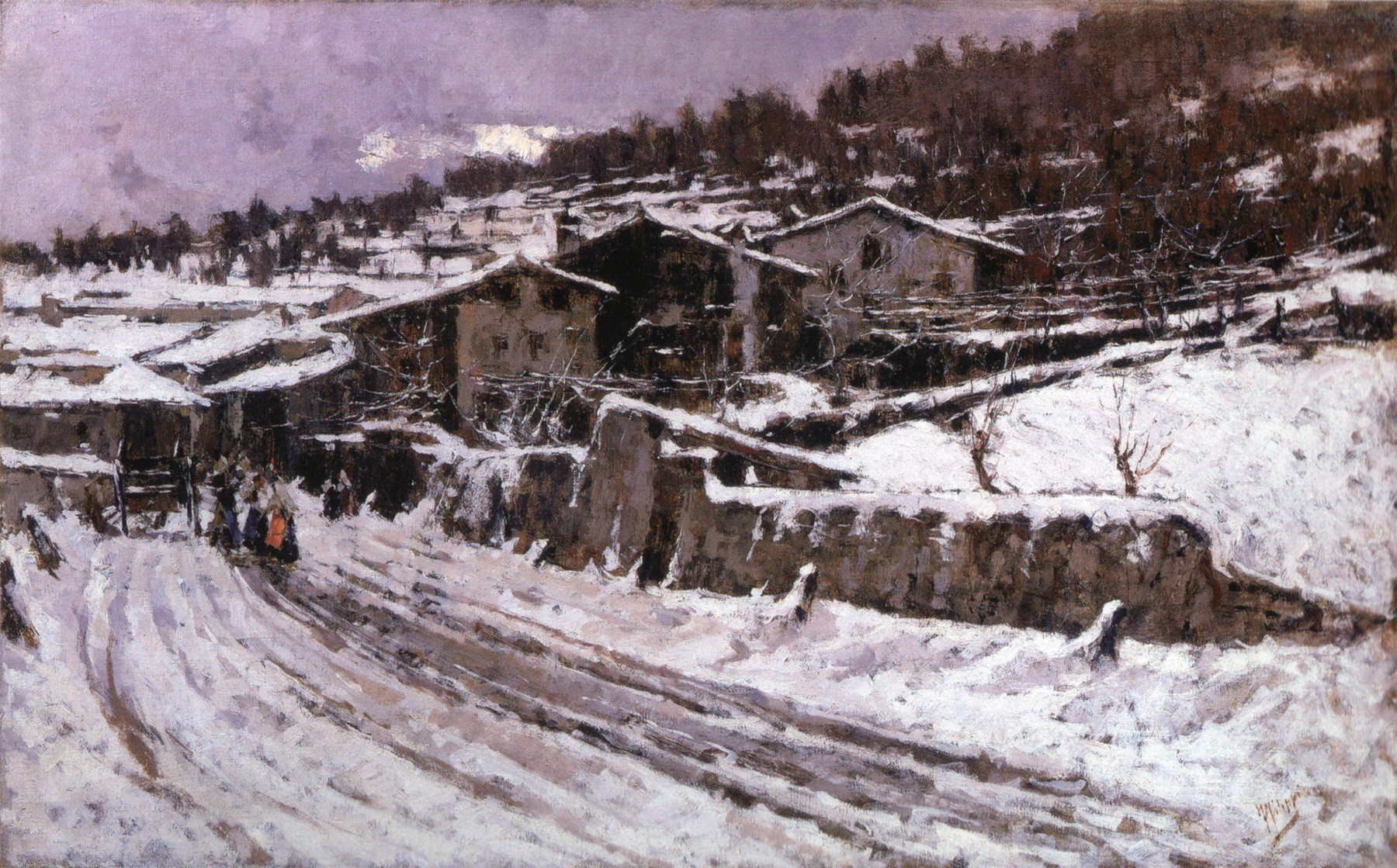
Chute de neige, Francesco Filippini, 1890
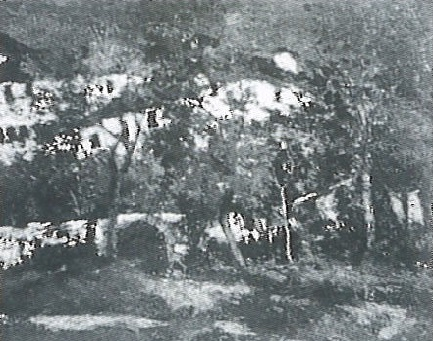
Une tempête imminente, Francesco Filippini, 1890
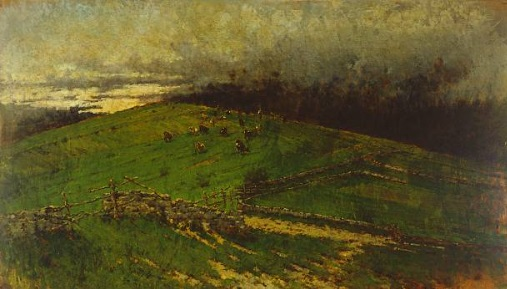
Orage imminent, Francesco Filippini, 1890

## Sources
- (it) Cet article est partiellement ou en totalité issu de l’article de Wikipédia en italien intitulé « Galleria d'arte moderna (Milano) » (voir la liste des auteurs).